# Świętosław Litwosz z Kazanowa
Świętosław Litwosz z Kazanowa herbu Grzymała (zm. przed 1436) – łożniczy królewski (1393 r.) i wielkorządca krakowski (1397 r.). Protoplasta rodu Kazanowskich. Pisał się z Businy.
Protoplasta rodu Świętosław z Businy zwany Litwoszem, gdyż jako dworzanin króla Władysława Jagiełły często przebywał na Litwie. W roku 1421 Świętosław stał się właścicielem Brodu, Sierosławic, Demby oraz Kazanowa (dzisiejszy Kazanów Konecki), od którego jego potomkowie wzięli swe nazwisko.